# Batterie Flugplatz
 (juillet 2025).
Si vous disposez d'ouvrages ou d'articles de référence ou si vous connaissez des sites web de qualité traitant du thème abordé ici, merci de compléter l'article en donnant les références utiles à sa vérifiabilité et en les liant à la section « Notes et références ».
La batterie Flugplatz est une batterie britannique puis allemande, implantée au Portel près de Boulogne-sur-Mer (Hauts-de-France) durant la Seconde Guerre mondiale. Elle a servi à la fois de batterie anti-aérienne et de batterie navale.

## Historique

### Contexte
En septembre 1939, lors de la déclaration de guerre, l'armée britannique débarque en France son corps expéditionnaire. Issu de ce corps, des batteries anti-aérienne de 9,4 cm Vickers s'installeront autour de Boulogne pour défendre le port. On en installe une derrière le fort d'Alprech au Portel, et une autre devant le fort de la Crèche, au nord de Boulogne.

### Durant l'occupation allemande
Lors de l'attaque allemande sur la France en mai 1940, les Britanniques ayant abandonné dans leur fuite bon nombre de matériel, l'armée allemande en récupère pour ses besoins. Ainsi, la batterie sera réutilisée sous le nom de Batterie Flugplatz, en référence à l'aérodrome d'Alprech sise la batterie. Elle est servie par un détachement du Marine-Artillerie-Abteilung 240 de la Kriegsmarine.
Dès 1941, des bunkers pour personnel ainsi qu'un bunker de direction de tir au centre de la position sont construits, alors que les canons se retrouvent dans des encuvements bétonnés. Cependant, le retard dans la livraison des équipements des bunkers sera préjudiciable à la troupe : en décembre 1941, un médecin du MAA 240 doit évacuer un soldat de la batterie, malade, vers le poste de commandement de l'unité, les poêles n'étant toujours pas livrés. Des baraquements parsèment également le site.
Par ailleurs, en septembre 1941, on compte, pour les servants de la batterie, 61 hommes.
Dans les premiers mois de 1944, la batterie sera protégée par des bunkers de type 671. La construction s'inscrit dans le cadre du Mur de l'Atlantique, et de manière plus précise dans un programme de construction lancé sur le Mur pour protéger l'artillerie. Ces bunkers peuvent résister à des bombes de 250 kg.

#### Bombardements
La batterie entre dans l'histoire du Portel et de la Côte d'Opale les 8 et 9 septembre 1943, lors de la phase finale de l'opération Starkey. Cette simulation de débarquement allié doit s'achever, aux dates précitées, par des bombardements massifs sur des positions allemandes de la côte. Les Alliés ayant exagéré le danger que pouvaient représenter les batteries Flugplatz et du Mont de Couppe, situées au Portel, on ordonne de mettre l'accent sur ces dernières. Cependant, l'imprécision des bombardements et la proximité des batteries avec les habitations seront fortement dommageables à la population : environ 500 Portelois seraient décédés lors de ces attaques. Ces bombardements inciteront les Allemands à protéger leur artillerie côtière.
Le 31 mai 1944, un bombardement visant la station radar d'Alprech causera également des dommages sur la batterie : une bombe tombe sur l'avant d'un 671 abritant le canon no 2, tuant les soldats allemands qui s'y étaient réfugiés. Parmi les victimes se trouvaient des hommes issus d'Europe de l'est incorporés dans la Wehrmacht.

### De nos jours
Après-guerre, le site est plus ou moins laissé à l'abandon. Des jardins ouvriers s'y implantent. Pendant quelque temps, un SDF, Jean-Claude Buire, s'y installe jusqu'à sa mort en 2015, non sans difficultés avec la mairie. Devenue récemment propriété du Conservatoire du Littoral, la position, nettoyée en 2023, accueillera prochainement des pâtures pour chevaux et un belvédère dans le cadre de la réhabilitation du site d'Alprech.